# Adolf Schück
Adolf Henrik Schück, född 21 februari 1897 i Stockholm, död 6 februari 1958 i Engelbrekts församling i Stockholm, var en svensk förste bibliotekarie.
Adolf Schück var son till Henrik Schück och Sigrid Féron, och far till Herman Schück, alla dessa herrar Schück var på ett eller annat sätt historiker. 
Adolf Schück var fil dr (1926) och docent i historia,  elev till professor Sven Tunberg, 1926–44 Vitterhetsakademiens bibliotekarie och 1945–58 förste bibliotekarie vid Riksantikvarieämbetet. Redaktör för det historisk-topografiska verket Det medeltida Sverige 1948–58. Hans mest använda verk är en historisk atlas, som använt mycket i svenska skolan. Han deltog i finska inbördeskriget som frivillig i Svenska brigaden (efter Tammerfors erövring)..  
Adolf Schück var gift med Rut Josephson (1896–1976) född i släkten Josephson, dotter till arkitekt Erik Josephson och Clary Friedländer. Schück och hans hustru är begravda på Uppsala gamla kyrkogård.